# عشق‌آباد (مانه)
عشق‌آباد، روستایی در دهستان عشق‌آباد بخش مرکزی شهرستان مانه در استان خراسان شمالی ایران است. این روستا، مرکز دهستان عشق‌آباد است.

## جمعیت
بر پایه سرشماری عمومی نفوس و مسکن در سال ۱۳۹۵، جمعیت این روستا برابر با ۶۷۸ نفر (۲۰۰ خانوار) بوده‌است.